# Elatostema conduplicatum
Elatostema conduplicatum är en nässelväxtart som beskrevs av Wen Tsai Wang. Elatostema conduplicatum ingår i släktet Elatostema och familjen nässelväxter. Inga underarter finns listade i Catalogue of Life.